# Hemiphractus johnsoni
Hemiphractus johnsoni és una espècie de granota que es troba al Brasil, Colòmbia i, possiblement també, al Perú.